# Кели Ху
Кели Ан Ху (на английски: Kelly Ann Hu) (родена на 13 февруари 1968 г.) е американска актриса и бивш модел. Играе ролята на д-р Рей Чанг в сапунената опера „Сънсет бийч“ и тази на Мишел Чан в полицейския сериал „Наш Бриджис“. Играе и във филми като „Кралят на скорпионите“, „От люлка до гроб“, „Х-Мен 2“ и други.

## Биография

### Ранен живот
Ху е родена в Хонолулу, Хавай, дъщерята на Хуанита Перес от Филипините, инженер в Хонолулу, и Хърбърт Ху, продавач и екзотичен селекционер. Родителите ѝ се развеждат по време на детството ѝ. Брат ѝ Глен е мениджър на ресурси в армията на Съединените щати. Ху е от хавайски, американски и китайски произход. Тя посещава училището „Камехаме“ в Хонолулу, Хавай. Ху се интересува от пеене и танци, и също от бойни изкуства, като от ранното си детство е била побойничка в училище. Братовчедка на Ху е успешен модел в Япония, а Ху решава да последва примера ѝ. Кели Ху спечелва титлата „Miss Hawaii Teen USA“ и се състезава в конкурса „Miss Teen USA 1985“, става трета в историята на „Miss Teen USA“ и първият азиатски американец. Ху споменава в интервюта, че майка ѝ е казала, че Америка не е готова за азиатки като топ модел. По ирония на съдбата спечелва, като ѝ е забранено да се появява в дейности, които не са свързани с конкурса за годината на своето царуване, въпреки че това правило е променено в по-късни години.

### Кариера
Ху е модел в Япония и Италия и става известна в последната, като звезда на поредица от телевизионни реклами за крема сиренето „Филаделфия“, играейки млада японска студентка на име Каори.
Ху спечелва титлата „Мис Хаваи САЩ“ през 1993 г., като става първата бивша „Мис Тийн САЩ“, спечелила държавна титла „Мис САЩ“. В конкурса „Мис САЩ“ през 1993 г., който се провежда във Вичита, Канзас, Ху влиза в топ 10 на второ място, след като спечелва конкурса за предварителни интервюта и се класира съответно на второ и трето място в бански костюми и вечерни рокли. След това тя се класира на второ място, спечелвайки топ 10 състезането за вечерна рокля и второ място в бански костюми. Тя е елиминирана на четвърто място след въпросите на съдиите, само с 2/100 точки от последните три. Ху се премества в Лос Анджелис и започва кариерата си през 1987 г., като гостува в ролята на хавайската любовница на Майк Сийвър в сериала „Growing Pains“. Следват участия в различни телевизионни сериали, включително „Night Court“, „Tour of Duty“, „21 Jump Street“ и „Melrose Place“. Първата ѝ роля е в петък на 13-а част VIII: Джейсън приема Манхатън. През 1995 г. Ху играе като полицай под прикритие във филма „No Way Back“. Ху участва като д-р Рай Чанг е Сънсет Бийч в продължение на шест месеца през 1997 г. След това е като полицейския служител Мишел Чан в телевизионния сериал Nash Bridges и Pei Pei „Grace“ Chen. Следващите филмови участия са: The Scorpion King (2002), Cradle 2 the Grave (2003) и X2 (2003) като Юрико Ояма / Deathstrike. Тя е агент Миа Чен в последните три епизода на телевизионната серия Threat Matrix през 2004 г. Тя също участва в Underclassman през 2005 г. заедно с Nick Cannon и през 2006 г. Americanese, Undoing и Devil's Den. През първото тримесечие на 2007 г. завършва заснемането на филма Stilletto, следван от Farmhouse.
През януари 2007 г. Ху започва да се появява в ролята на пълно работно време в телевизионните сериали в случай на извънредна ситуация. Тя играе Кели Лий, корейска американка, която случайно се събира със своите съученици и разбира, че никой от тях не е израснал според плановете им в гимназията. Шоуто не завърши успешно и се отменя след излъчването на 12 епизода и оставянето на финала на сезона нежелан. Същата година тя се появява във филмите Air I Breathe и Shanghai Kiss. През 2009 г. тя се появява във филма The Tournament като Lai-Lai Zhen. През април 2009 г. Ху разработи характер JIA за тайни идентичности: Азиатската американска супергеройска антология. Тя беше първият гост-актьор, който прекоси телевизионния сериал NCIS: Лос Анджелис и NCIS, играейки Lee Wuan Kai в двуепизодна дъга в двете серии. През 2010 и 2011 г. Ху гостува като вампир на име Pearl на телевизионната серия CW The Vampire Diaries. През 2010 г. Ху започва повтаряща се роля в телевизионния сериал CBS Hawaii Five-0. През 2012 г. Ху е хвърлен в ролята на Карай в анимираната серия Teenage Mutant Ninja Turtles. Тя коментира: "Не бих за пръв път да играя нинджа, мисля. Да, не знам защо хората мислят, че съм опасен, но по някаква причина продължавам да играя тези роли за нинджа, Убиец, бодигард, тип лошо момиче. През 2013 г. тя се присъединява към гласовете от поредицата Warehouse 13 като Абигайл Чо, новият собственик на B & B, свързан с Warehouse.
Тя също така предоставя гласови таланти във видеоигри, включително „Междузвездни войни“: Рицарите на Старата република II Ситските господари като визи Марр, жената на ситите, която се присъединява към партито на Джедаите изгнаници и Батман: Аркхам Оринс като лейди Шива, сред осемте убийци, наети от Черна маска да убие Батман. Най-напред лично, тя отпусна както лицето, така и гласа си към героя в играта Khai Minh Dao.